# 1211

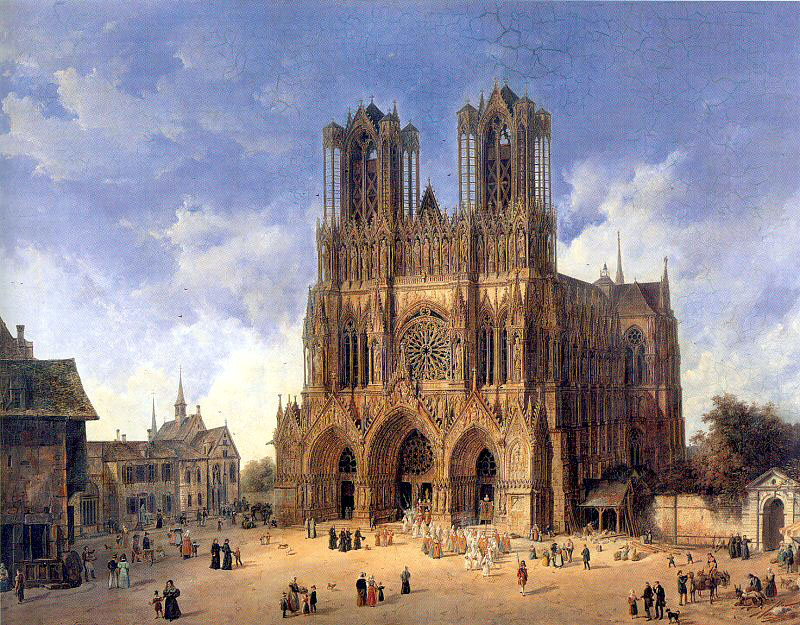
Kathedraal van Reims (Quaglio)

Het jaar 1211 is het 11e jaar in de 13e eeuw volgens de christelijke jaartelling.

## Gebeurtenissen
- Dzjengis Khan verklaart de oorlog aan de Jin (Zuid-China).
- Het Kara-Kitan-rijk wordt overgenomen door de Naimanenleider Kuchlug.
- Frederik van Sicilië wordt tot tegenkoning van Duitsland gekozen.
- De Venetianen heroveren Kreta op Enrico Pecatore.
- Slag bij Viljandi: De Orde van de Zwaardbroeders en de christelijke troepen van de Lijflandse Kruistocht slagen er niet in de burcht Viljandi in te nemen.
- Na de inname van Castres door de troepen van de Albigenzische Kruistocht onder Simon IV van Montfort wordt diens broer Gwijde de eerste heer van Castres.
- Parlement van Paniers: Simon de Montfort en Arnaud Anaury over het gerechtelijk onderzoek naar ketterij. De geestelijkheid zal de ketters aanwijzen en veroordelen, wereldlijke functionarissen zullen zorg dragen voor de uitvoering van vonnissen.
- Men begint met de bouw van de huidige kathedraal van Reims.
- januari: Filips I van Namen trouwt met Maria Capet.
- Emo van Bloemhof ontvangt de kerk van Wierum voor het stichten van klooster Bloemhof, maar de bisschop van Münster draait de schenking terug. Hij vertrekt naar Rome om zijn zaak bij de paus te bepleiten.
- Wilbrand van Oldenburg reist naar het Heilig Land om de Vijfde Kruistocht voor te bereiden.
- Stichting van het Onze-Lieve-Vrouwehospitaal in Kortrijk.
- oudst bekende vermelding: Pommerœul

## Opvolging
- Opole - Mieszko van Silezië opgevolgd door zijn zoon Casimir I
- Polen - Mieszko van Silezië opgevolgd door Leszek I
- Portugal - Sancho I opgevolgd door zijn zoon Alfons II
- Vendôme - Jan II opgevolgd door zijn oom Jan III

## Geboren
- 15 juni - Frederik II, hertog van Oostenrijk (1230-1246)
- Agnes van Bohemen, Boheems prinses en kloosterstichtster
- Hazim al-Qartayanni, Andalusisch dichter
- Hendrik VII, medekoning van Duitsland
- Casimir I, hertog van Koejavië (jaartal bij benadering)
- Margaretha van Bourbon-Dampierre, echtgenote van Theobald IV van Champagne (jaartal bij benadering)

## Overleden
- 2 februari - Adelheid van Meißen (~50), echtgenote van Ottokar I van Bohemen
- 26 maart - Sancho I (56), koning van Portugal (1185-1211)
- 16 mei - Mieszko van Silezië (~72), hertog van Silezië (1163-1211) en groothertog van Polen (1210-1211)
- 29 november - Páll Jónsson (~56), bisschop van Skalholt
- Alexios III Angelos (~58), keizer van Byzantium (1195-1203)
- Jan II, graaf van Vendôme
- Tsangpa Gyare (~50), Tibetaans tulku